# 奧恩基希恩巴赫河

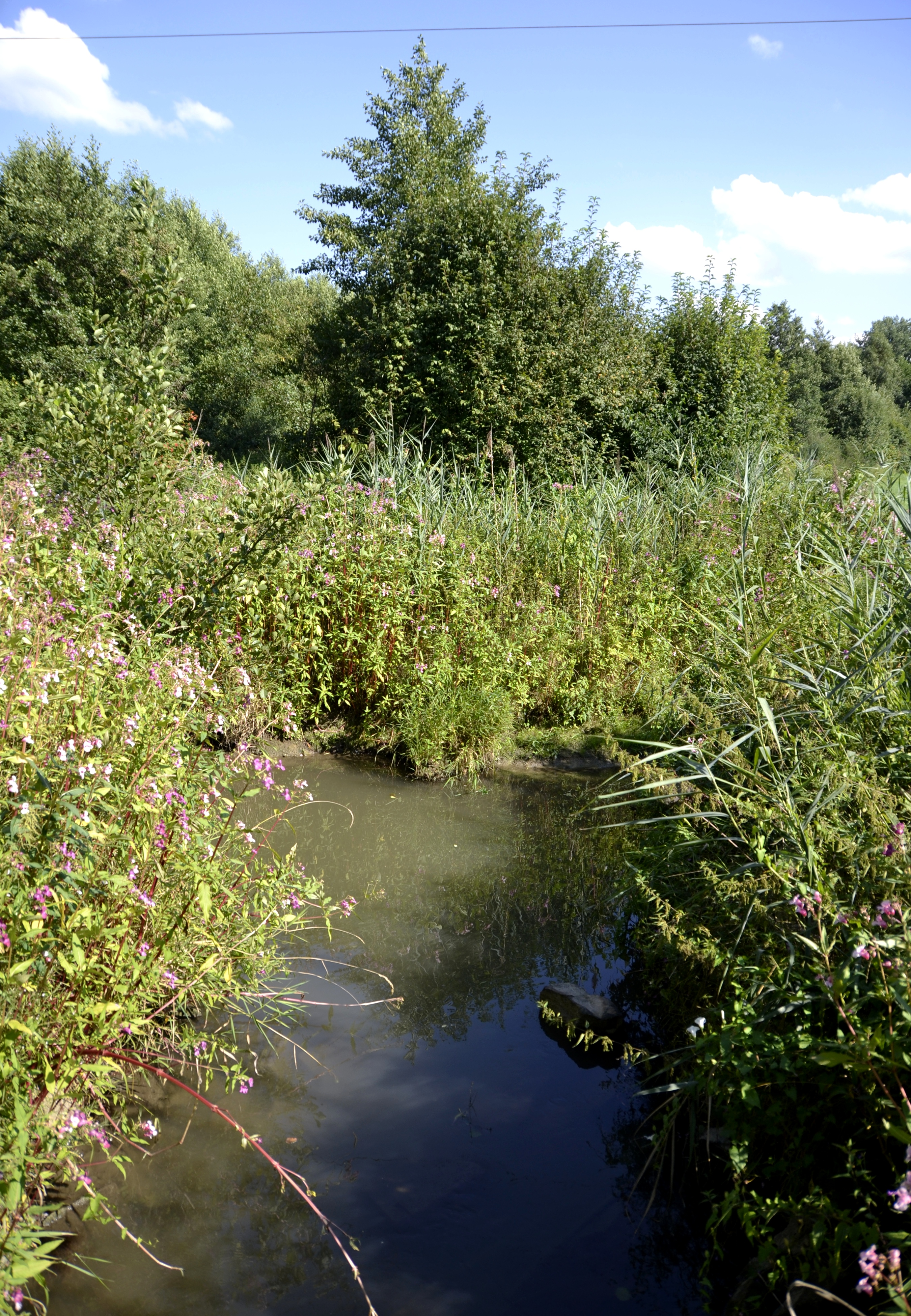

48°36′32″N 13°08′12″E / 48.60876°N 13.13663°E
奧恩基希恩巴赫河（德語：Aunkirchner Bach），是德國的河流，位於該國東南部，由巴伐利亞負責管轄，屬於菲爾斯河的支流，河道全長8.3公里，流域面積16.4平方公里，發源自博伊特爾斯巴赫。